# Naso lituratus
El pez unicornio de espina naranja (Naso lituratus) es una especie de pez cirujano del género Naso, encuadrado en la familia Acanthuridae. Es un pez marino del orden Perciformes, distribuido por aguas tropicales y subtropicales de los océanos Índico y Pacífico.

## Morfología
Tiene el cuerpo en forma fusiforme, muy comprimido lateralmente. Es de las especies de pez unicornio que no desarrolla un “cuerno” sobresaliente.
Tiene el cuerpo de color café grisáceo, con una línea amarilla que va de la parte trasera de su boca al ojo; el hocico y el frente de esta línea es negro. La frente es amarillo claro y los labios son anaranjados. Su aleta dorsal tiene una línea horizontal negra a lo largo de la parte inferior, y está bordeada en color blanco en su parte exterior. Tiene una línea azul en el margen exterior y otra raya, también azul, a lo largo de su base. La aleta anal es de color naranja y está bordeada en azul claro. En el pedúnculo caudal, tiene dos placas óseas de color naranja, a cada lado. En ellas, cuenta con un agudo aguijón extensible, para su defensa, característica de la familia. Su aleta caudal tiene una delgada línea amarilla a lo largo de su margen exterior, y, en el caso de los machos adultos, desarrolla unos filamentos alargados en cada extremo. Como todos los Naso, tiene la habilidad de cambiar su coloración rápidamente, dependiendo de su humor o del medio ambiente.
Tiene 6 espinas dorsales, de 28 a 31 radios blandos dorsales, 2 espinas anales y de 29 a 31 radios blandos anales.
Puede alcanzar una talla máxima de 46 cm. La edad máxima reportada para esta especie es de 39 años.

## Hábitat y modo de vida
Es un habitante abundante y común en parte de su rango de distribución. Habita tanto las lagunas interiores, como en los arrecifes exteriores rocosos y coralinos.
Generalmente, los juveniles se encuentran en zonas soleadas, mezclados con otras especies de peces cirujanos, de tamaño similar. Los adultos se suelen ver solitarios, aunque en ocasiones forman grandes cardúmenes.
Su rango de profundidad está entre 0 y 90 m, aunque más usualmente entre 5 y 30 m.

## Distribución
Es especie nativa de Australia, Camboya, China, islas Cocos, islas Cook, Filipinas, Fiyi, Guam, Hawái, Indonesia, Japón, isla Lord Howe, Kiribati, Malasia, islas Marianas del Norte, islas Marshall, Micronesia, Nauru, Niue, Nueva Caledonia, Palaos, Papúa Nueva Guinea, isla Pitcairn, Samoa, islas Salomón, Singapur, Tailandia, Taiwán, Timor-Leste, Tokelau, Tonga, Tuvalu, Vanuatu, Vietnam y Wallis y Futuna.
Los registros del océano Índico, al oeste de las islas Cocos, pertenecen a la especie emparentada N. elegans, que, con anterioridad, fue considerada una variación geográfica de la coloración de N. lituratus. Las diferencias más apreciables consisten en la coloración de las aletas dorsal y caudal. En el caso de N. elegans la dorsal es amarilla y en el N. lituratus blanca y negra. La aleta caudal de N. elegans está bordeada en negro, mientras que en N. lituratus solo tiene una fina línea amarilla en el margen exterior.

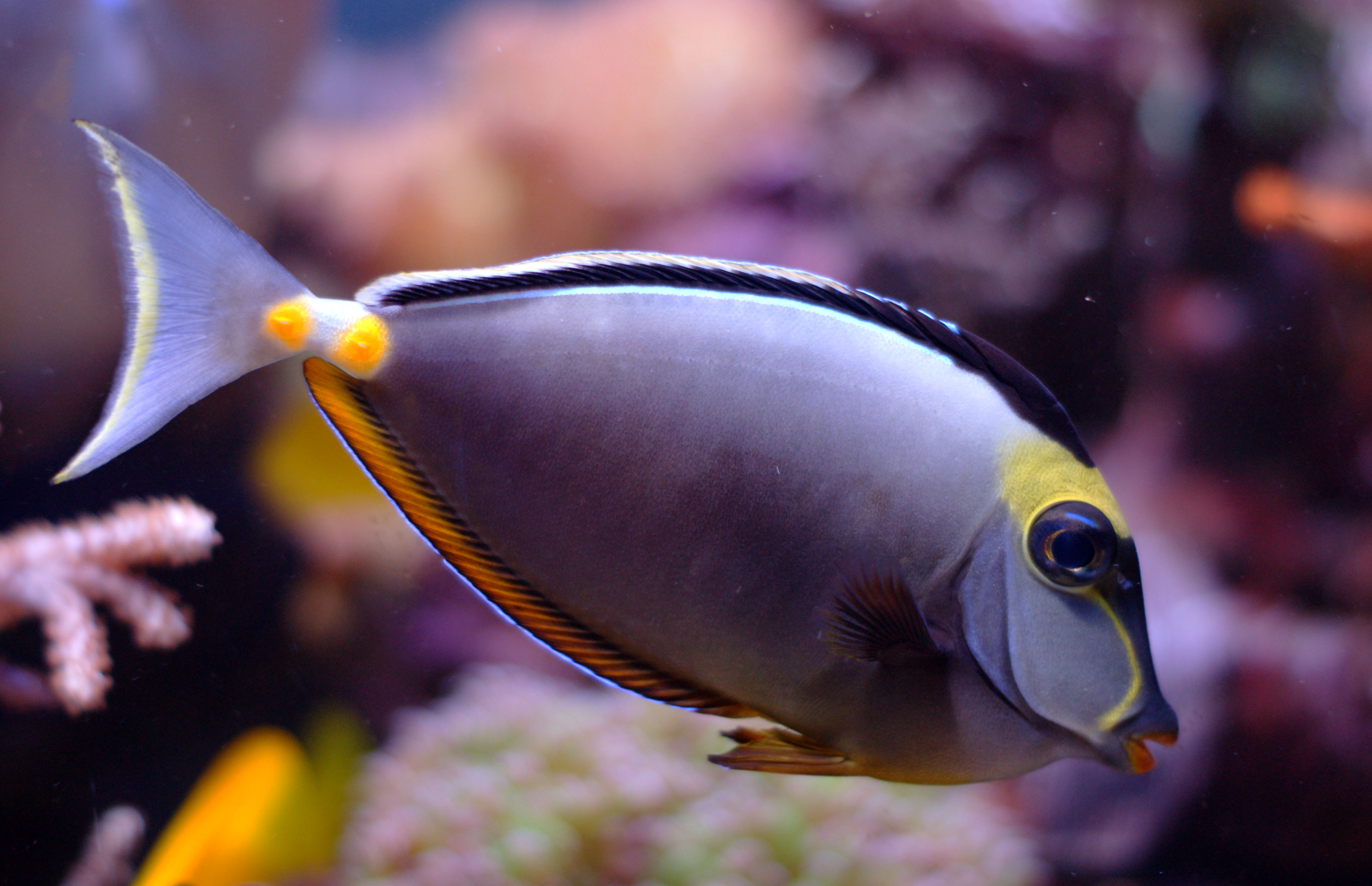
Naso Lituratus
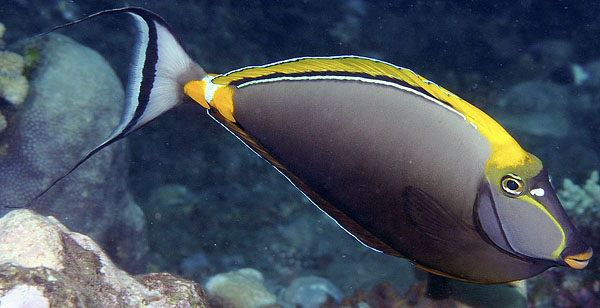
Naso elegans

## Alimentación
Es herbívoro y se alimenta principalmente de algas, de los géneros Sargassum y  Dictyota.
Es una especie muy raramente tóxica para los humanos, al contrario de otras especies emparentadas de la familia, que pueden provocar ciguatera. En Filipinas es una especie común en los mercados de pescado.

## Reproducción
El dimorfismo sexual es evidente en los adultos, por los filamentos de la aleta caudal de los machos. Alcanzan la madurez sexual con un tamaño de 12 a 14 cm. Son dioicos, de fertilización externa, desovadores pelágicos, normalmente en parejas, aunque se han visto agregaciones de desove. No cuidan a sus crías.

## Galería

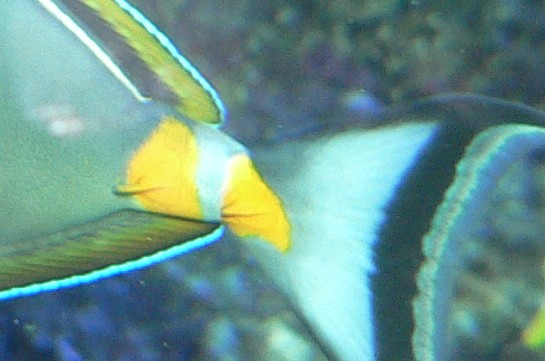
Detalle de la espina caudal en la especie emparentada N. elegans
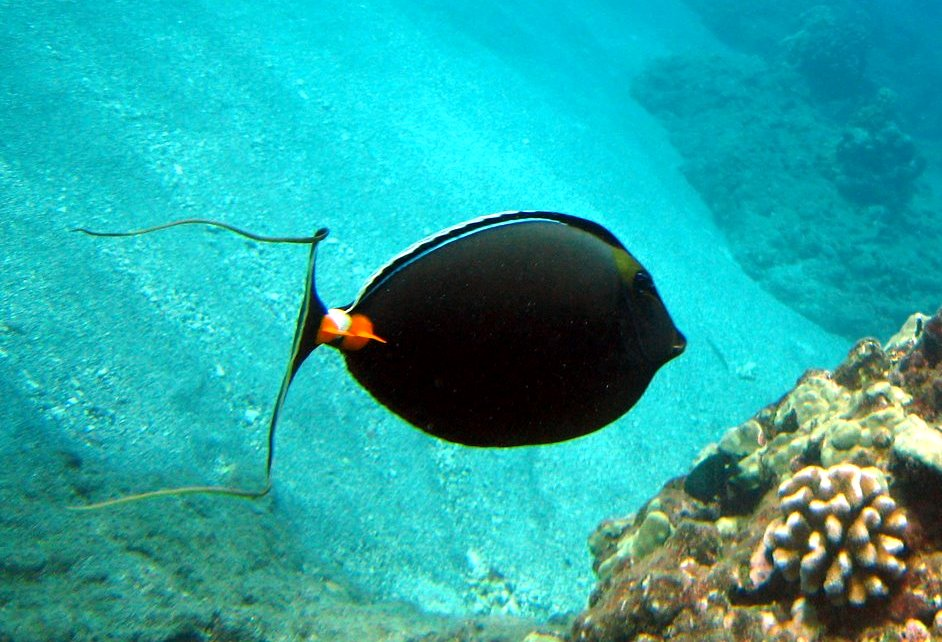
Ejemplar macho con los filamentos de la aleta caudal
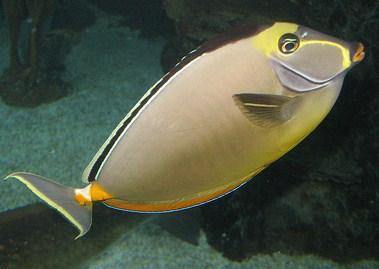
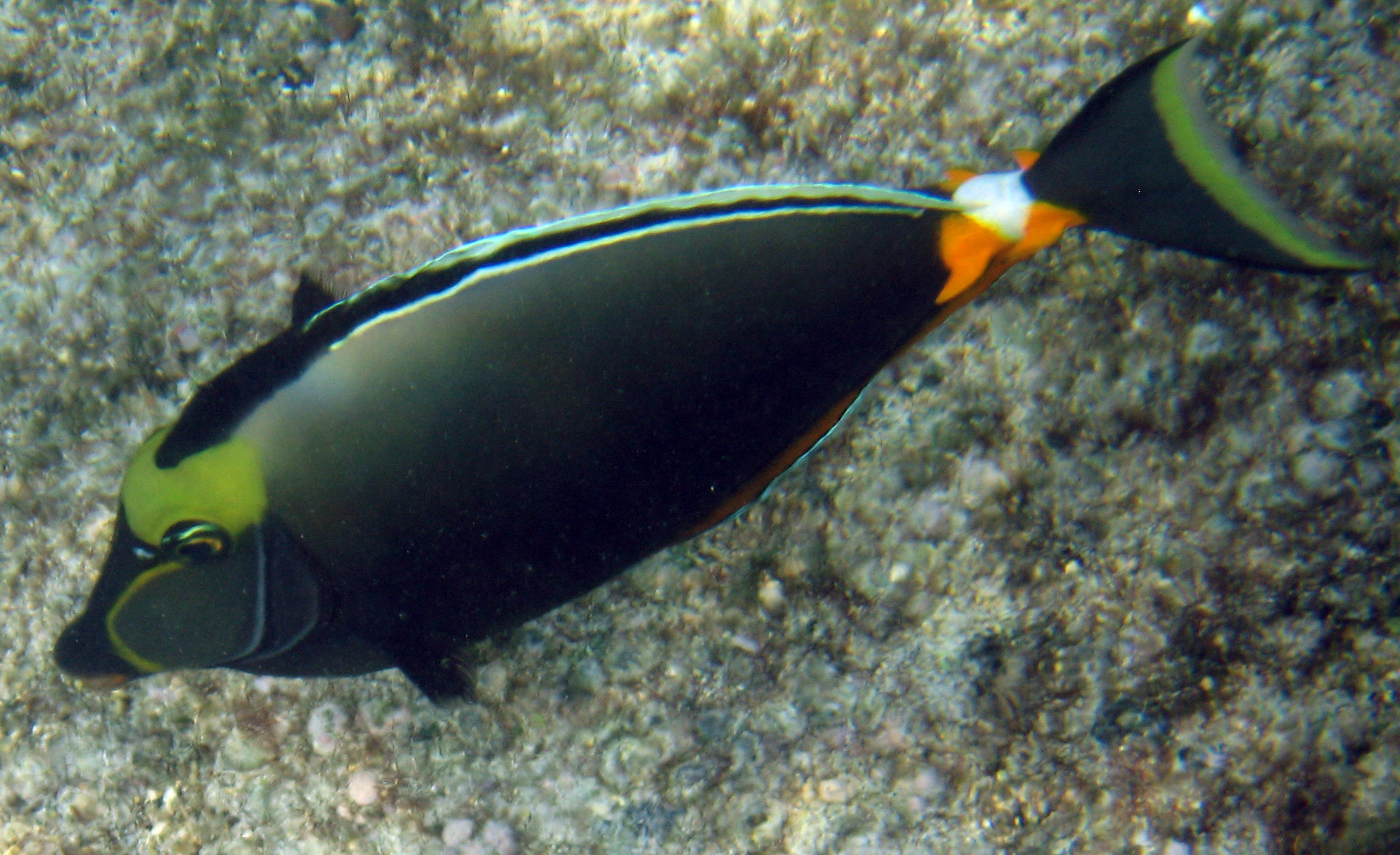
Ejemplar con la coloración alterada
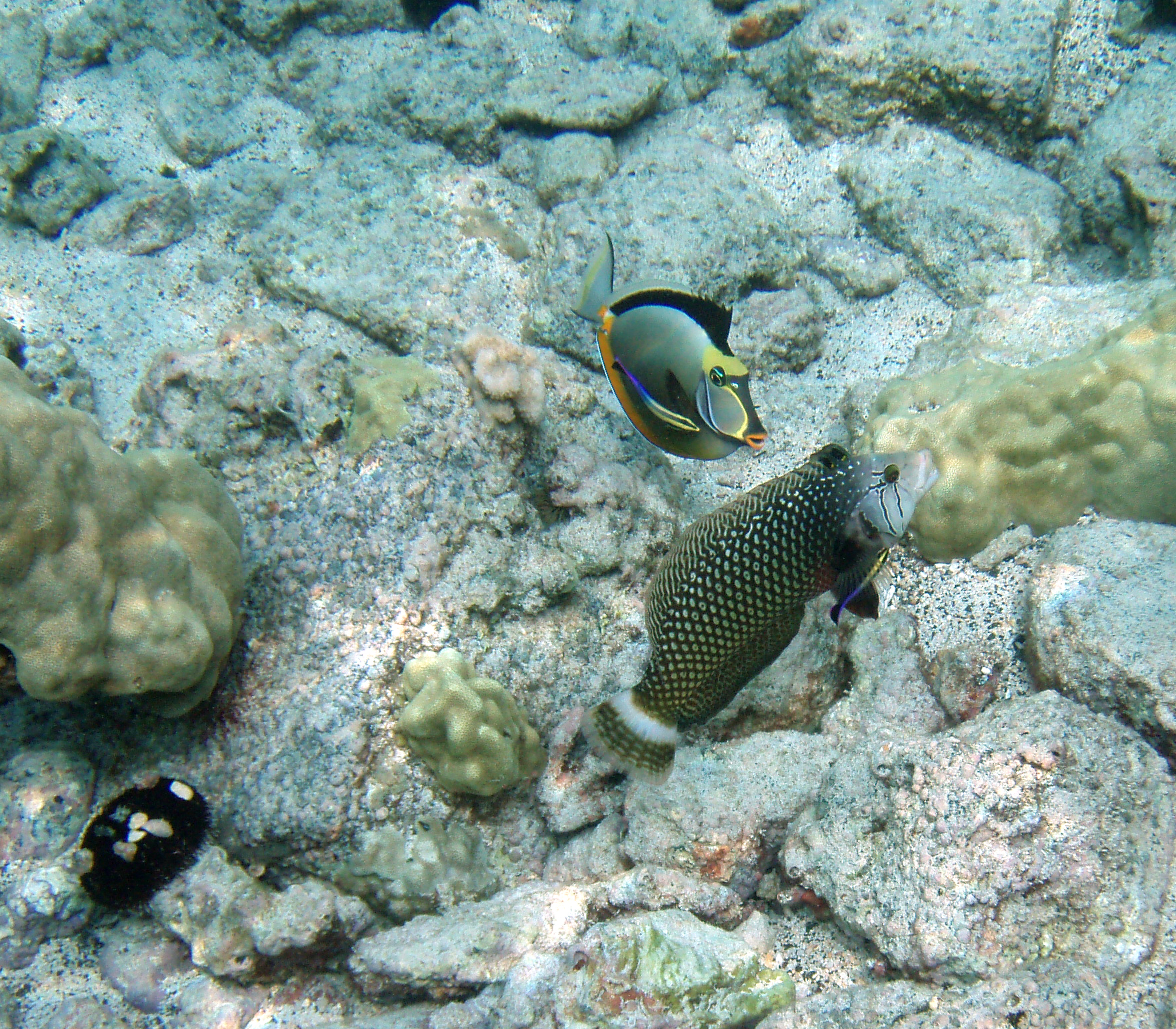
Con la dorsal erecta, defendiendo territorio de Labroides phthirophagus